# 컴팔 일렉트로닉스
컴팔 일렉트로닉스(Compal Electronics, 콤팔 일렉트로닉스, 중국어 간체: Compal Computer Industry Co., Ltd., 중국어 번체: Compal Computer Industry Co., Ltd.)는 대만의 ODM(Original Design Manufacturer)으로 노트북 컴퓨터, 모니터, 태블릿 및 TV를 생산한다. 애플, 알파벳 (기업), 에이서, 레노버, 델, 도시바, 휴렛 팩커드, 후지쯔 및 프레임워크(Framework)를 포함한 전 세계의 다양한 클라이언트를 보유하고 있으며 클라이언트의 브랜드에 대한 라이선스도 제공한다.
퀀타 컴퓨터에 이어 세계에서 두 번째로 큰 계약 노트북 제조업체이며, 2010년에 4,800만 대 이상의 노트북을 출하했다.

## 같이 보기
- 대만의 기업 목록